# Columna de Ferro
La Columna de Ferro era una unitat militar de l'exèrcit republicà durant la guerra civil espanyola.

Bandera usada pel Batalló Rakosi, grup de voluntaris hongaresos integrats originalment en la Columna de Ferro.

Després del Cop d'estat del 18 de juliol, el grup Nosotros format pels anarquistes valencians José Pellicer Gandia, Segarra, Cortés, Genoll i Berga es convertiria en l'impulsor principal de la Columna de Ferro, al costat d'altres militants llibertaris com Rafael Martí (Pancho Villa), Francisco Mars, Diego Navarro o Pedro Pellicer, germà de José Pellicer.

## Front d'Aragó
El 8 d'agost de 1936 van partir al Front d'Aragó des del País Valencià 8 centúries (800 milicians) amb destinació a Terol, en dues tandes i de forma desorganitzada. Primer el grup d'Alcoi encapçalat per Rafael Martí Pancho Villa, amb uns 150 milicians, que van passar per València i Sagunt, on se'ls van unir altres cent voluntaris. Quan eren ja uns 400 homes, en arribar al poble de Sarrión, a la Província de Terol on dies abans havia arribat la columna Casas Sala, es van haver de detenir per l'atac d'una columna nacionalista d'uns 300 homes procedents de Terol per reprendre-la, i venceren gràcies al suport de l'aviació. Al mateix temps sortia de València una altra milícia al comandament de José Pellicer Gandia amb uns altres 400 homes. En aquests primers dies la columna no tenia gairebé organització, fins que després de diverses baixes causades per la desorganització quan l'enemic atacava, deciren formar les centúries. La columna de Ferro va arribar a tenir a l'octubre uns 12.000 inscrits (i per a l'hivern fins a 20.000), encara que només es va poder armar 3.000, fonamentalment amb armes lleugeres preses en l'assalt a les casernes de l'Albereda.

## Controvèrsia
La Columna de Ferro es va fer famosa perquè va ser la més vilipendiada de totes les columnes de la CNT. Se l'acusava de tota classe d'excessos, com els saquejos com el d'un assecador de pernils al poble de Sarrión, o d'execucions incontrolades. Fou atacada per voler imposar el comunisme llibertari allà on estaven les seves milícies, perquè va actuar alhora com a milícia de guerra i com a organització revolucionària: va aixecar actes de les seves assemblees, va publicar un diari (Línea de Fuego), va publicar manifestos i va llançar comunicats, perquè necessitava explicar les seves accions a la rereguarda i justificar els seus moviments i les seves decisions davant els treballadors i els camperols.
Al setembre i octubre davant la falta d'armes i municions enviar a la rereguarda diverses columnes. Davant el que consideraven com una desviació de l'esperit revolucionari van decidir assaltar els jutjats per destruir els registres judicials i policies, van assaltar l'Ajuntament de València destruint els registres de propietat i van assaltar el penal de Sant Miquel dels Reis on van alliberar els presos comuns, i també als dretans i feixistes allà detinguts. Això es devia a la iniciativa de José Pellicer Gandia contra les presons, allà on estiguessin, que per cert complia amb un dels acords de la CNT del Congrés de Saragossa. Aquesta acció i una altra similar a Castelló (on no va ser Pellicer), que va provocar l'afusellament de 65 presos dretans i feixistes, va terroritzar a totes les altres forces polítiques de la regió fent que s'unissin contra la columna. Arran de les seves accions va començar la campanya de propaganda que va fer "famosa" a la columna.

## Integració en l'Exèrcit Popular de la República
La militarització de la Columna de Ferro es va aprovar en assemblea en març de 1937, la seva conversió en la 83 Brigada Mixta de l'Exèrcit Popular de la República, de la qual va ser comandant José Pellicer Gandia, l'abandonament dels postulats llibertaris de la majoria dels responsables de la CNT i la FAI en nom de les circumstàncies i del possibilisme, va portar a Pellicer a un enfrontament aferrissat amb la direcció d'ambdues organitzacions. Des de la revista i editorial Nosotros va intentar reforçar a contracorrent el pensament anarquista, projecte truncat per la seva detenció i posterior ingrés en les presons del SIM (serveis secrets de la República). Tot i així la majoria dels milicians de la columna es van retirar després de la militarització.